# Зуєва Анастасія Платонівна
Зу́єва Анастасі́я Плато́нівна (нар. 5 (17) грудня 1896, Спасське Тульської губернії — пом. 23 березня 1986, Москва) — російська радянська акторка театру та кіно. Народна артистка СРСР (1957), лауреатка Сталінської премії (1957).

## Біографія
У 1915 р. закінчила школу драматичного мистецтва під керівництвом Н. Г. Александрова, Н. О. Массалітинова та Н. А. Подгорного. У 1916 р. її було прийнято до 2-ї Студії МХАТ, у 1924 р. — до трупи МХАТ.
У 1928 р. Анастасія Зуєва успішно зіграла Матінку в «Унтиловську» Леонова, потім — Матрьону в інсценуванні роману Лева Толстого «Воскресіння». Максим Горький, побачивши Зуєву в ролі Матрьони, зазначив: «Краща, ніж у житті». Незабаром після цього вона зіграла роль, яка здивувала та вразила покоління глядачів, — Коробочка, поміщиця з розумом дитини з «Мертвих душ» М. В. Гоголя, інсценована спеціально для Московського художнього театру Михайлом Булгаковим.
У кіно вперше з'явилася у фільмі «Просперіті» у 1932 р. Потім були невеликі ролі у стрічках «‎Світлий шлях», «Бенкет у Жермунці», «Донецькі шахтарі», «Васьок Трубачов і його товариші». Знялась в українському фільмі «П'ятий океан» (1940, Дарина Єгорівна).
Похована в Москві на Новодівочому цвинтарі.

## Визнання та нагороди
- Орден Леніна (двічі)
- Орден «Знак Пошани»
- Сталінська премія (1952)
- Звання народної артистки СРСР (1957)

## Творчість

### Ролі в театрі
- «Таланти та шанувальники» О. М. Островського — Домна Пантелеївна
- «Плоди просвіти» Л. М. Толстого — Куховарка
- «Воскресіння» по Л. М. Толстому — Матрьона
- «Мертві душі» по М. В. Гоголю — Коробочка
- «Гроза» О. М. Островського — Феклуша
- «Ліс» О. М. Островського — Уліта
- «Піквікський клуб» по Ч. Діккенсу — місс Уордль
- «Остання жертва» О. М. Островського — Глафіра Фірсівна
- «Земля» Миколая Вірти — Марфа
- «Три сестри» А. П. Чехова — Анфіса

### Фільмографія
- 1932 — Проспериті
- 1940 — ‎Світлий шлях
- 1940 — П'ятий океан
- 1941 — Бойова кінозбірка № 6
- 1941 — Ювілей
- 1946 — Перша рукавичка
- 1950 — Донецькі шахтарі
- 1951 — Спортивна честь
- 1952 — Ревізор — Пошльопкіна
- 1955 — Васьок Трубачов і його товариші — тітка Дуня
- 1956 — Справа № 306
- 1958 — Жених з того світу
- 1960 — Мертві душі — Коробочка
- 1961 — Воскресіння
- 1964 — Живе такий хлопець — бабка Марфа
- 1964 — Морозко — оповідачка
- 1968 — Вогонь, вода та… мідні труби — оповідачка
- 1969 — Варвара-краса, довга коса — оповідачка
- 1970 — Квіти запізнілі
- 1971 — Одружилися старий із старою — Авдотья Микитівна
- 1972 — Золоті роги
- 1977 — Чеховські сторінки
- 1978 — І знову Аніскін — бабка Лізавета Толстих
- 1982 — Там, на невідомих стежках